# Onthophagus grassei
Onthophagus grassei là một loài bọ cánh cứng trong họ Bọ hung (Scarabaeidae).